# 東京国際映画祭
東京国際映画祭（とうきょうこくさいえいがさい、英語: Tokyo International Film Festival）は、毎年10月から11月にかけて東京都で開催される映画祭。公益財団法人ユニジャパンが主催する国際映画製作者連盟 (FIAPF) 公認の国際映画祭であり、アジア最大級の映画祭となっている。略称は、TIFF。

## 概要
日本で唯一のFIAPF公認のコンペティティブ長編映画祭 (Competitive Feature Film Festival) である。
1985年（昭和60年）のつくば万博開催を受け、通産省（現・経済産業省）からの誘いがあり、日本映画製作者連盟（映連）会長の岡田茂や、瀬島龍三らの尽力で創設された。
1985年のスタート時は隔年開催で渋谷の映画館を中心に開かれていたが、1991年第4回に岡田映連会長の指名で徳間康快がゼネラル・プロデューサー (GP) 就任後は、毎年開催されるようになった。1994年は平安遷都1200周年記念として「京都国際映画祭 / 第7回東京国際映画祭 - 京都大会」という名称のもと京都市で開催された。
国際審査委員が最優秀作品賞である“東京グランプリ”を選出する「コンペティション」や世界の映画祭で話題になった作品を日本公開前にプレミア上映する「ガラ・セレクション」、長編３作目までのアジアの新鋭監督の作品に焦点を当てた「アジアの未来」、まだ日本での配給が決まっていない世界の注目作品を紹介する「ワールド・フォーカス」、海外に紹介されるべき日本映画という視点で選考された作品を上映する「Nippon Cinema Now」などのメイン企画をはじめ様々な企画が毎年開催される。2004年には世界の映画界に貢献した映画人をたたえる賞として「黒澤明賞」が新設された。黒澤明賞が設けられたのは2008年まで。2005年には映画祭最高賞の名称が「東京グランプリ」から「東京 サクラ グランプリ」に変更されたが、2014年に「東京グランプリ」に戻された。
2014年、比類なき感性で常に時代を切り開き続けている人の実績をたたえる賞として「サムライ“SAMURAI”賞」が新設され、2017年まで授与されていた。2021年には商業経験のない作家を対象とした短編コンペの「Amazon Prime Videoテイクワン賞」が設立された。
2015年、上海国際映画祭との協力連携が発表された。
コンペティション部門への応募作品は2021年には113か国・地域から1,533本に上り、「アジア最大級の国際映画祭」へと成長している。

## 開催日程＆受賞一覧
| 回数   | 開催日程                 | グランプリ受賞作品（監督、製作国） | 黒澤明賞（第17回 - 第21回） サムライ“SAMURAI”賞（第27回 - 第30回） |
| ------ | ------------------------ | --- | ------------------------------------------------------------------ |
| 第1回  | 1985年5月31日 - 6月9日   | 『台風クラブ』（相米慎二、 日本） |                                                                    |
| 第2回  | 1987年9月25日 - 10月4日  | 『古井戸』（呉天明、 中国） |                                                                    |
| 第3回  | 1989年9月29日 - 10月8日  | 『ホワイト・ローズ』（ライコ・グルリチ、 ユーゴスラビア）                                                                              |                                                                    |
| 第4回  | 1991年9月27日 - 10月6日  | 『希望の街』（ジョン・セイルズ、 アメリカ合衆国）                                                                                      |                                                                    |
| 第5回  | 1992年9月25日 - 10月4日  | 『ホワイト・バッジ』（鄭智泳、 韓国）                                                                                                  |                                                                    |
| 第6回  | 1993年9月24日 - 10月3日  | 『青い凧』（田壮壮、 中国） |                                                                    |
| 第7回  | 1994年9月24日 - 10月2日  | 『息子の告発』（厳浩、 香港） |                                                                    |
| 第8回  | 1995年9月22日 - 10月1日  | 該当作品なし |                                                                    |
| 第9回  | 1996年9月27日 - 10月6日  | 『コーリャ 愛のプラハ』（ヤン・スヴェラーク、 チェコ）                                                                                 |                                                                    |
| 第10回 | 1997年11月1日 - 10日     | 『ビヨンド・サイレンス』（カロリーヌ・リンク、 ドイツ） 『パーフェクト サークル』（アデミル・ケノヴィッチ、 ボスニア・ヘルツェゴビナ） |                                                                    |
| 第11回 | 1998年10月31日 - 11月8日 | 『オープン・ユア・アイズ』（アレハンドロ・アメナーバル、 スペイン）                                                                    |                                                                    |
| 第12回 | 1999年10月30日 - 11月7日 | 『ダークネス&ライト』（チャン・ツォーチ、 台湾）                                                                                       |                                                                    |
| 第13回 | 2000年10月28日 - 11月5日 | 『アモーレス・ペロス』（アレハンドロ・ゴンサレス・イニャリトゥ、 メキシコ）                                                            |                                                                    |
| 第14回 | 2001年10月27日 - 11月4日 | 『スローガン』（ジェルジ・ジュヴァニ、 アルバニア）                                                                                    |                                                                    |
| 第15回 | 2002年10月26日 - 11月4日 | 『ブロークン・ウィング』（ニル・ベルグマン、 イスラエル）                                                                              |                                                                    |
| 第16回 | 2003年11月1日 - 9日      | 『暖〜ヌアン』（フォ・ジェンチー、 中国）                                                                                              |                                                                    |
| 第17回 | 2004年10月23日 - 31日    | 『ウィスキー』（フアン・パブロ・レベージャ/パブロ・ストール、 ウルグアイ）                                                             | スティーヴン・スピルバーグ、山田洋次                               |
| 第18回 | 2005年10月22日 - 31日    | 『雪に願うこと』（根岸吉太郎、 日本）                                                                                                  | 侯孝賢、市川崑                                                     |
| 第19回 | 2006年10月21日 - 29日    | 『OSS 117 カイロ、スパイの巣窟』（ミシェル・アザナヴィシウス、 フランス）                                                              | ミロス・フォアマン、市川崑                                         |
| 第20回 | 2007年10月20日 - 28日    | 『迷子の警察音楽隊』（エラン・コリリン、 イスラエル）                                                                                  | デヴィッド・パットナム                                             |
| 第21回 | 2008年10月18日 - 26日    | 『トルパン』（セルゲイ・ドヴォルツェヴォイ、 ドイツ・ スイス・ カザフスタン・ ロシア・ ポーランド）                                    | ニキータ・ミハルコフ、チェン・カイコー                             |
| 第22回 | 2009年10月17日 - 25日    | 『イースタン・プレイ』（カメン・カレフ、 ブルガリア）                                                                                  |                                                                    |
| 第23回 | 2010年10月23日 - 31日    | 『僕の心の奥の文法』（ニル・ベルグマン、 イスラエル）                                                                                  |                                                                    |
| 第24回 | 2011年10月22日 - 30日    | 『最強のふたり』（エリック・トレダノ/オリヴィエ・ナカシュ、 フランス）                                                                 |                                                                    |
| 第25回 | 2012年10月20日 - 28日    | 『もうひとりの息子』（ロレーヌ・レヴィ、 フランス）                                                                                    |                                                                    |
| 第26回 | 2013年10月17日 - 25日    | 『ウィ・アー・ザ・ベスト!』（ルーカス・ムーディソン、 スウェーデン）                                                                   |                                                                    |
| 第27回 | 2014年10月23日 - 31日    | 『神様なんかくそくらえ』（ジョシュア・サフディ/ベニー・サフディ、 アメリカ合衆国・ フランス）                                          | 北野武、ティム・バートン                                           |
| 第28回 | 2015年10月22日 - 31日    | 『ニーゼ』（ホベルト・ベリネール、 ブラジル）                                                                                          | 山田洋次、ジョン・ウー                                             |
| 第29回 | 2016年10月25日 - 11月3日 | 『ブルーム・オヴ・イエスタディ』（クリス・クラウス、 ドイツ・ オーストリア）                                                           | マーティン・スコセッシ、黒沢清                                     |
| 第30回 | 2017年10月25日 - 11月3日 | 『グレイン』（セミフ・カプランオール、 トルコ）                                                                                        | 坂本龍一                                                           |
| 第31回 | 2018年10月25日 - 11月3日 | 『アマンダと僕』（ミカエル・アース、 フランス）                                                                                        |                                                                    |
| 第32回 | 2019年10月28日 - 11月5日 | 『わたしの叔父さん』（フラレ・ピーダセン、 デンマーク）                                                                                |                                                                    |
| 第33回 | 2020年10月31日 - 11月9日 | 新型コロナウイルス感染症の世界的流行に伴いコンペティション部門中止                                                                     |                                                                    |
| 第34回 | 2021年10月30日 - 11月8日 | 『ヴェラは海の夢を見る』（カルトリナ・クラスニチ、 コソボ共和国・ 北マケドニア・ アルバニア）                                          |                                                                    |
| 第35回 | 2022年10月24日 - 11月2日 | 『ザ・ビースト』（ロドリゴ・ソロゴイェン、 フランス・ スペイン）                                                                       |                                                                    |
| 第36回 | 2023年10月23日 - 11月1日 | 『雪豹』（ペマ・ツェテン、 チベット）                                                                                                  |                                                                    |
| 第37回 | 2024年10月28日 - 11月6日 | 『敵』（吉田大八、 日本） |                                                                    |

## 部門

### 現在ある部門・企画
- コンペティション
  - 当初は「インターナショナル・コンペティション」と「ヤングシネマ・コンペティション」に分かれていた。
- ガラ・セレクション（2021年 - ）
- アジアの未来（2013年 - ）
- ワールド・フォーカス（2013年 - ）
- Nippon Cinema Now（2021年 - ）
- 日本映画クラシックス（2015年 - ）
- ジャパニーズ・アニメーション（2019年 - ）
- TIFFシリーズ（2021年 - ）
- Amazon Prime Videoテイクワン賞（2021年 - ）

### 過去にあった部門・企画

#### 日本映画部門
- ニッポン・シネマ・ナウ（1989年 - 1993年、1999年 - 2001年）
- NIPPON CINEMA WEEK（1994年）
- ニッポン・シネマ・クラシック（1995年 - 1998年、2000年 - 2008年）[14]
- ニッポン・シネマ・マスターズ（1999年）
- 日本映画・ある視点（2004年 - 2012年）
- 日本映画・スプラッシュ（2013年 - 2019年）

#### アジア映画部門
- アジア秀作映画週間（1985年 - 1996年）
- シネマプリズム（1997年 - 2001年）
- アジアの風（2002年 - 2012年）
- 国際交流基金アジアセンター presents CROSSCUT ASIA（2014年 - 2020年）

#### その他
- シネマ・ヴァイブレーション／映画と音楽の共振関係（2006年 - 2008年）
- animecs TIFF（2006年 - 2008年）
- WORLD CINEMA（2007年 - 2012年）
  - 2007年のみ「ワールドシネマ」部門
- 映画人の視点（2008年 - 2011年）
- natural TIFF（2008年 - 2012年）

## 会場
2003年までは渋谷のみで開催され、Bunkamura（オーチャードホール、シアターコクーン、ル・シネマ1・2）や渋谷の他の映画館やホールが会場となっていた。2004年から2008年までは渋谷のBunkamuraと六本木ヒルズが会場となっていた。
2009年以降は渋谷を会場とせず、六本木ヒルズをメイン会場として開催された。2009年と2010年と2013年は六本木のみで開催、2011年は六本木と日比谷、2012年は六本木と日本橋、2014年は六本木・銀座・日本橋・京橋で開催。2015年は六本木・銀座・新宿で開催。2016年は六本木・銀座で開催された。2008年 - 2014年はシネマート六本木も会場として使われていた。2018年は、六本木は六本木ヒルズとEXシアター六本木を使用し、東京ミッドタウン日比谷 日比谷ステップ広場でも上映などが催された。
2021年からはメイン会場を日比谷・有楽町・銀座地区に完全移転し、オープニングは東京国際フォーラム（ホールC）で行われ新装開催となった。2022年からは東京宝塚劇場でオープニングセレモニーを開催。

## 創設経緯
1982年に通産省（現・経済産業省）から、映連会長の岡田茂に対し、1985年のつくば万博に合わせて国際映画祭を開催できないかという要請があった。岡田に話を持ち掛けたのは小長啓一通産省政策局長とされる。通産省としては、衰退の一途を辿る国内映画産業が復活する兆しが見えないため、国際映画祭という刺激を与えて活を入れたいという考えで、つくば万博に合わせ1週間程度の期間で東京で開く案が有力視され、その後も少なくとも2年に1回開催して定期的な国際映画祭に育てていくという基本的なプランを映連で1982年7月末にまとめた。つくば万博の目玉がないため、映画祭の案が出たものと見られたが、映画祭に対する日本政府からの援助は1億2000万円のみであった。1983年1月から2月にかけて第2回マニラ国際映画祭に岡田を団長とする映連幹部が参加し、同映画祭の運営について詳細を聞いたところ、予算は約4億円で、なおかつその金額でも参加65か国、約1,000人のバイヤーの費用その他は賄いきれないという事情を、同映画祭を個人的な趣味で始めたイメルダ・マルコスから聞いた。映画祭の記者会見の席上、現地メディアから「日本で国際映画祭はやらないのか」という質問が出たが、岡田は「通産省からその種のものをやってくれないかという要請は来ているが、とても日本ではこういう映画祭は考えられない」と答えた。東洋の国、特に日本は地理的なハンデもあり、国際映画祭を開催するにあたっては参加国の交通費など欧米と比べて費用が高くつくこと、日本政府は文化的に価値のあるものに金を出さず、映画業界にも資金はないため、政府援助1億2000万円程度で開催できるはずもなかった。強力なスポンサーが見つからない限り、日本での国際映画祭開催は不可能と見られていた。
日本での国際映画祭は1970年の大阪万博のプログラムの一つとして「日本国際映画祭」と銘打ち、同年4月1日 - 10日に大阪フェスティバルホールで開催された実績があり、この時実務を担当したのは当時の岡田の上司である東映社長の大川博だった。しかし国際映画祭では出品できるのは未公開作品に限るという規定が厳しく、辞退する会社が続出した。当時は日本映画の不況が深刻化した時代で、各社とも映画祭どころではなく、松竹の城戸四郎は全くやる気がなく、大映は会社自体経営が危うい状況、日活の堀久作は「こんなものはダメだ」と発言したり、東宝の松岡辰郎も乗り気でないなど、どの会社も協力せず。上映は日本国外の作品も合わせて全部で20本に留まった。また欧米の映画祭では、自国の法律や倫理基準で他国の芸術作品を測ることはできないという不文律があり、スウェーデンのハードコアポルノ『私は好奇心の強い女』が日本でもノーカット無修正で上映されるのかが、マスメディアに盛んに取り上げられた。同作は過激な裸体・性愛描写が各国で検閲議論を巻き起こし、世界中で「ポルノ解禁」をもたらす引き金になった曰く付きの映画であったが、この影響もあって日本映画はさっぱり話題にならず、同作の監督と税関の間で板挟みとなった大川は手を焼いたあげく、結局45か所が修正、11分間カットされて上映された。「大川は勲章が欲しいからやるんだろう」「あれが国際映画祭か」などと散々に叩かれ成果なしに終わり、映画界では国際映画祭はタブーなどと言われた。間もなく大川が亡くなり、残務処理を引き継いで苦労した岡田は、再び日本で国際映画祭を開催することに最初は乗り気でなく、やらない方がいいという先行的な考えを持っていた。
しかし元電通の小谷正一が中心となり、日本ヘラルドの原正人、岡田晃、山本又一朗、鹿内春雄がグループを組み、開催実現に向け、岡田に盛んに働きかけた。岡田は、通産省やつくば万博のためのイベントだけでは映画界全体にとってメリットがなく、やる意味がないと突っぱねた。映画界のリーダーである岡田を説得しなければ実現は不可能であったため、小谷らが岡田に連日連夜押し込みを続け、ついに岡田も引き受けざるを得なくなった。ここで岡田が東宝の松岡功、松竹の奥山融、大映の徳間康快、にっかつの根本悌二らに頭を下げて協力を要請し、ようやく開催に向け動き出した。大阪万博での映画祭は規模が小さかったため、東京国際映画祭が日本初の国際映画祭という認識だった。

## 第1回開催まで
1983年10月25日に最初の会議が開かれ、1983年11月に岡田らとマスコミとの懇談会を開くなど輪郭を決めたのち、岡田と小谷らで準備委員会を作り、1983年12月に大まかなプランニング発表があった。この後、組織委員会を作る際に岡田と小谷で相談し、日本商工会議所に協力を仰ぐことになった。当時の商工会議所会頭は、岡田の後見人を自称していた永野重雄だったが、五島昇に会頭をバトンタッチすることが決まっていたため、忙しいときに五島に頼むのは無理だろうと、岡田が付き合いのある財界人の瀬島龍三が候補に挙がり、運輸省も賛成したため、岡田と小谷で「組織委員会委員長になってくれ」と瀬島に依頼したところ「いきなり組織委員長と言われても、わたしは映画を全然知らない人間だから困る」と断られた。必ず政府との問題がいろいろ起こってくると予想していた岡田は、当時の首相中曽根康弘のブレーンの一人であった瀬島にどうしても引き受けてもらうべく強引に口説き、また永野も瀬島に協力を要請し、瀬島は渋々引き受けた。
1984年2月24日、東京国際映画祭準備委員会の総会で、準備委員会を「組織委員会」に発展改組し、実施運営の総括組織として「実行委員会」を発足させ、組織委員会会長に瀬島、実行委員会実行委員長に岡田、ゼネラル・プロデューサーに小谷正一が就任することが決定した。他に組織委員メンバーとして、渋谷区長の天野房三、日本商工会議所専務理事の井川博、日本映画監督協会理事長の大島渚、東急エージェンシー常務取締役の岡道明、文化庁次長の加戸守行、NHK専務理事の川口幹夫、通産省政策局長の小長啓一、西武百貨店社長の坂倉芳明、商店会・全振連会長の並木貞人、外国映画輸入配給協会会長の古川勝巳、東急百貨店社長の三浦守、外務省情報文化局長の三宅和助、日本シナリオ作家協会理事長の八住利雄を選出した。構成メンバーの追加は実行委員長の岡田を中心に人選すると発表した。メンバーは全員無償のボランティアであった。
FIAPFから公認映画祭の認定を受け、1984年4月4日、キャピトル東急ホテルで正式に東京国際映画祭開催の決定発表があり、東京国際映画祭組織委員会、実行委員会が映画祭の概要を発表した。実行委員長の岡田を補佐する副委員長には松岡功が選出された。当時FIAPFから公認された国際映画祭は8つで、東京は9番目であった。
1984年のカンヌ国際映画祭に実行委員長の岡田ら代表団と駐フランス大使の内田宏が出席し、期間中の5月19日夜、当地のホテルマルチネで、東京国際映画祭開催の公式発表が行われた。カンヌに集まった世界の映画祭関係者は極東の遠い都市での映画祭に好奇心をそそられ、記者会見には36か国800人のジャーナリストが集まり、用意した椅子が足りずに立ち見が出る盛況ぶりであった。アジア最大の映画マーケットである日本で、これまで国際映画祭が開かれなかったことが不思議という感想を持たれた。カンヌ国際映画祭側は当初、東京国際映画祭の開催期日について反対しており（後述）、いわば「敵地」での会見になったが、会見後はジャン・マレーやミレーヌ・ドモンジョなど、俳優、監督、プロデューサーらが「ぜひ東京に行きたい」と実行委員長の岡田を祝福した。
1984年7月26日、ホテルニューオータニで第2回実行委員会が開かれ、総合調整委員会実行委員長・岡田茂、ゼネラルプロデューサー・小谷正一、アソシエーテッドプロデューサー・原正人、岡田晃、海外渉外委員会委員長・古川勝巳、副実行委員長兼広報委員会委員長・松岡功、上映委員会委員長・奥山融、作品選定委員会委員長・徳間康快などの人選が決まり、各映画会社の社長が責任者に就く形となった。渋谷地区の委員会も結成され、渋谷の街ぐるみの映画祭とすると申し合わせがあった。また部会は「映画企画」「一般企画」「科学万博」「ニューメディア」の4部会があり、山本又一朗が「映画企画」の総合プロデュースを務めることになったが、山本は自身のプロデュース作『Mishima』の上映問題で後に騒ぎを起こした（後述）。1984年11月、各企画の上映作品や開催場所、期間など具体的な内容も決定した。1984年12月25日、在京テレビ局各社に対し映画祭の説明会を開き、協力を要請。若者向けの企画も多く組まれ、映画の素晴らしさをファンにPRする絶好の機会となり、長年映画人に課せられた「どうしたら映画離れを食い止めることができるか」という問いの答えを示す意地の舞台になった。
1985年5月7日、内幸町の日本プレスセンターで、実行委員長の岡田より、映画祭の全容が発表された。また作品選定委員会委員長の徳間が「すべての上映作品は国際映画祭規約に準じて上映される」と、間接的発言ながらヘアも無修正のまま上映されることを正式に認めた。

### 諸問題

#### 公認問題
日本で初めて開かれる大規模な国際映画祭とあって、諸問題が山積しており、計画変更を余儀なくされるケースがたくさん出た。FIAPFから公認映画祭の認定はされたものの、仮免許のようなもので「グランプリ」という名称は使えず。第2回から「グランプリ」の名称が許され、映画祭の本命である東京グランプリを競う作品のコンペティションが可能になることとなった。第1回は「グランプリ」を選出するコンクールがないため、様々な催しが企画され苦心のプログラムが組まれた。プログラムの一番の目玉は、1945年以降に生まれた監督による作品のコンペ「ヤングシネマ85」であった。内外の新進監督のコンクールで、最優秀作品に次回作品の製作資金として150万ドル（当時は3億8000万円に相当）を提供するという世界の映画祭でも前例のない高額賞金で、ヨーロッパの各国から「一桁間違えているのではないか」と心配されたが、「さすが経済大国」と改めて感心された。国際映画祭では初めての賞金つきコンクールと書かれたものがある。この企画は「映画企画」の部会のメンバーの中に映画祭の否定論が多く、やるなら「何かユニークな目玉がないか」となり、メンバーで話しているうち、誰かがこの企画を挙げたものであった。同プログラムのチーフプロデューサーでATG社長の佐々木史朗がカンヌで突然「150万ドル出す」と発表したもので、隣にいた岡田は「大丈夫か、わしはそんな金知らんぞ」と思わず声を上げた。どこの国の若手監督も製作費に悩んでいるため、カンヌでの記者会見では作品の管理はどうするかなど、若手監督らが代表団を質問責めに遭わせた。150万ドルはフジテレビとCSKが出資した。CSKグループには、セガ・エンタープライゼスやぴあが参加しており、ぴあは東京国際映画祭を皮切りに、新しく立ち上げた「ぴあ基金」制度を仲介として、各種文化イベントに資金援助していくと発表した。当時映画製作の主要国は54か国といわれ、日本で上映されるのは10か国以下で、70%がアメリカ映画、残りの30%が5 - 6か国といわれた中で、当時の社会主義国のほとんどを含む世界40か国から519本の応募作品が集まり、世界中から注目される良い切っ掛けになった。「ヤングシネマ85」の最優秀作品は、519本の中から予備選で16作品が上映され、大手映画会社から無視され続けお蔵入りしていた相米慎二の『台風クラブ』が選ばれた。しかし、審査の席上で「少しでも多くの監督にチャンスを」という声が挙がり、最優秀作品の賞金は150万ドルではなく、75万ドル（1億8000万円）に突如変更され、2位の『At』と3位の『止った時間』に残りの金額を分配した。「ヤングシネマ85」は国内外の映画人から高い評価を受け、審査委員長だったデヴィッド・パットナムも「世界の若手を育てるために賞金を出すという発想に、これぞ時代を感じさせる映画祭だと感心した」と評した。

#### 資金調達
岡田は1980年に渋谷を本拠に置く東急レクリエーション社長にも就任しており、渋谷を文化都市、文化エリアとして大いにイメージアップを図ろうと渋谷を開催地に決めた。NHKホール使用の許可も取り、連動すれば大きなイベントを組めると構想し、街ぐるみで映画祭に参加してもらうことになった。岡田の予想通り、開催に向けて動き出したところで、外務省から「通産省主導型の映画祭はおかしい」という声が出たり、文化庁も「映画祭、フェスティバルという名前はわれわれの所管だ」とクレームを付けたが、これらは瀬島でないと解決できない問題であった。
カンヌ・ベルリン・ヴェネツィアの世界三大映画祭は、各国政府から物心両面の手厚い支援を受けていたが、日本政府にそれは期待できないため、独力で民間から資金を集めた。このため大部分は企業の協力に依存せざるを得ず、スポンサーの名が目立つ商業主義だなどと批判された。映画祭を国際的に宣伝するためには、できるだけ多くの映画人、ジャーナリストを招待することが必要で、財政が充分でないと招待者数を限定せざるを得なくなり「これでは国際映画祭ではなく、国内映画祭だ」と批判される。事務局で働くスタッフの大半は映像関係者にボランティアを依頼、運営資金は5億円と算段し、調達については岡田と瀬島で相談し、岡田が各映画会社、各テレビ局、丸井の青井忠雄ら、渋谷地区の大きな流通関係企業に協力を仰ぎ、東急グループが1億円とも2億円ともいわれる額、西武グループが7000万円を拠出、また東京都知事の鈴木俊一にも依頼して5000万円の予算をつけてもらうこととなった。通産省は最初の話より金を出さなかったともいわれ、5億円でも足らないことが予想されたため、電通と東急エージェンシーでさらに資金を集めた。
こうして資金調達の目途はついたが、寄付金などは税金を引かれるため実際は2億5000万円ほどしか使えないことが判明した。それなら財団でやろうと考え、東京都が財団を持っていることを知りこれを使おうとしたが、政治問題化する可能性があると都の副知事から反対された。このため新しく独自の財団を設立し、認可が下りるまで1年以上かかると見込まれていたのを瀬島の力を借りて短期間で認可させた。この財団を作るのに1億円以上がかかっている。1985年に第1回理事会が開かれ、各映画会社社長、各テレビ局社長が全員理事として加わった。

#### 開催期日の変更
つくば万博との連動が趣旨だったため、当初は1985年4月の開催を予定していた。ところが毎年5月に開催するカンヌ国際映画祭当局が「4月は困る、カンヌの直前にやるなら一切協力しない、やるなら秋に」とクレームを付け、FIAPFにもかなりの圧力をかけた。だが岡田は秋の開催では効果が薄いと判断し、カンヌ映画祭当局を説得して、渋谷のNHKホールを主会場に、渋谷の映画館、ホールにて1985年5月31日 - 6月9日の10日間の日程で開催することを決定した。また新しい科学技術のお披露目として『乱』をNHKホールとつくば万博の会場で同時に映すという宇宙中継（衛星放送）が計画されていたが、『乱』の完成遅れなどの理由で中止になった。

#### ヘア問題
1970年の映画祭（前述）でも大きく取り上げられ、これまで幾度となく争われた「芸術か、猥褻か」問題がここでも起き、「ヘア」解禁がなるのか、大きな注目を浴びた。欧米の多くの国の映画は一般映画でもヌードシーンやベッドシーンで男女の陰毛を隠さず上映する一方、検閲制度を持つ日本では、1910年（明治43年）に制定された関税定率法により、ヘアも含め輸入すると害があるものは上映してはいけないことになっていたが、前述のように欧米の映画祭では自国の法律や倫理基準で、他国の芸術作品を測ることはできないという不文律があるため、国際慣例に従いノーカット無修正で全ての映画を上映するよう働きかけた。当時は風営法の改正で大揺れの時期で、さらに貿易摩擦が問題になっていた時期でもあり、非関税障壁であるとの非難を受ける危険もあった。当初は東京税関も「法は勝手に曲げられない」と態度は固く、悲観的な予想が大半であったが、税関を管理する大蔵省（現・財務省）と折衝を続け、岡田と徳間の政治力で、超法規的措置で映画祭期間中に限りヘア解禁を認めさせ、「勇気ある第一歩を踏み出した」と称賛された。この措置は税関が確認したうえで通過させたのではなく、特例としてノーチェックで通過させたものであるが、税関はOKでも警察が確認して猥褻と判断した場合、刑法175条に基づいて取締りの対象となるため、ハードルは二つあった。警視庁保安一課は管轄の渋谷警察署と協力し、全てのヘア作品には係官を劇場に派遣して内容をチェックしたが、全ての作品に「わいせつな感じの表現はなかった」といった内容の報告書を提出し全てOKになった。映倫もこの特例措置を鑑み、東京国際映画祭上映に限り審査の対象外とし、カットまたは修正をしないオリジナルの形で上映を認め、その後も特例措置を続けている。これ以降、捜査当局がヘア解禁を認め、「ヘアが見える程度では検挙はされない。仮に検挙されても身柄の拘束はない」という見方が出版業界に広がり、写真週刊誌のポルノ度がエスカレートし、『ザ・写真』を出版していた東京三世社の社長らが警視庁保安一課に逮捕された。それまで任意での取り締まりはあったが、社長にまで強制捜査が及んだのは全くの異例であった。
作品の出来よりも日本初のヘア無修正映画として話題を集めた『1984年』は"ヘア解禁"とスポーツ紙や夕刊紙が書き立てたため、上映1週間前に前売り券が売り切れ、その後もチケット問い合わせの電話が殺到した。「本当にヘアが出るんですか」という問い合わせも多かった。1985年6月1日、渋谷東急で『1984年』が上映され、劇場は超満員で立ち見も出た。翌日のスポーツ新聞は「ヘアに息をのむ」などと大々的に報じた。続いてカナダ映画『ジャックと11月』、イギリス映画『狼の血族』、ブラジル映画『ピショット』、ハンガリー映画『ゲルニカ』などの10作品がノーカット無修正で上映され、地味なこれらの映画にも観客が詰めかけた。表現は過激なものではなかったが、『1984年』のヘアシーンでは報道席にいたカメラマンが一斉にシャッターを切る異様な光景が現出した。『1984年』は「ヤングシネマ85」のコンクール対象作品だったため、シャッター音が鑑賞を妨げて公正な審査ができないと審査員や同作監督のマイケル・ラドフォードなどから「審査会場を変えろ」などと抗議の声が上がり、2日目からは入場時にカメラがないかボディーチェックを実施するなど厳戒態勢が敷かれ、上映作品の無断撮影は罰せられることを注意する手書きの立て看板が渋谷東急前に掲示され、「場内での写真撮影は禁じられています」とアナウンスも流れた。
一方、同時期に開催された第30回アジア太平洋映画祭ではヘア解禁が認められなかったため、税関が人間のヘアを差別したと物議を醸した。

#### 『MISHIMA』問題
三島由紀夫の生涯を題材にしたポール・シュレイダー監督の『MISHIMA』が、三島の未亡人である平岡瑤子と製作者側でトラブルがあり、1984年末の予備選考の段階で出品作品のリストから外された。映画祭で上映する作品は組織委員会が独自の立場で自由に選択できることが国際映連の規定で決められており、選考理由を説明する必要はないという前提条件があり、本来は問題なかったが、『MISHIMA』のアメリカ側のプロデューサー・トム・ラディが「試写も見ないで『MISHIMA』を上映させないのはおかしい。これは国際映画祭の精神に反するものでまことに遺憾。上映できるよう再考せよ」と公開質問状を映画祭事務局に送付した。『MISHIMA』の日本側のプロデューサーは、映画祭の「映画企画」総合プロデュースの山本又一朗だったが、山本もこれに同調して映画祭のプロデューサーを辞任した。ラディの意見に同調する欧米の映画人も多く、ラディが1985年4月からアメリカで「東京国際映画祭ボイコット運動」の署名運動を始め、これにロバート・ベントンやシドニー・ポラック、ウォルター・ヒル、ロバート・レッドフォードらが署名した。当初、審査員として訪日の予定だった『MISHIMA』のスタッフ・フランシス・コッポラやジョージ・ルーカスなどのスター監督らが相次いで訪日を取りやめる緊急事態に発展し、国際的にも注目を浴びた。映画祭当局は声明文を発表したり、アメリカの映画専門誌『バラエティ』1985年5月8日号に「同作品の上映要請はなく、東京国際映画祭の批判は同映画祭だけではなく世界の映画祭を著しく傷つけるもの」という公式見解を掲載したりし、対応に大わらわになった。1985年5月7日日本プレスセンターで行われた記者会見で、この騒動に答えた岡田茂が立腹し、「ラディと山本はもっと署名を集めてカンヌ映画祭でも騒ぐらしい。これまで山本ごときを相手どってまともにケンカする気にもなれなかったが、もう黙っていられない。映画祭は『MISHIMA』の露払いではない。彼らは映画祭の場を『MISHIMA』の宣伝に利用しようとした。実にずるいやり方だ。山本には映画祭のプロデューサーを辞めてもらった」などと激しい口調で非難した。岡田はかつて山本が小池一夫の代理人として活躍していた手腕に関心し、東映内で「山本君に学べ」と号令をかけるなど評価しており、映画祭の創設メンバーの一人でもあっただけに怒りもひとしおだった。山本は岡田から「『MISHIMA』なんかやったら右翼が反対して騒ぎ、第1回目から大混乱になる」と反対されたと話し、山本は「文化的なイベントとしての国際映画祭は右翼に屈服してはいけない。日本は法治国家だから、右翼が来るなら警察を呼んで守ってもらえばいい」と反論した。山本は「映画祭側が事実を語っていない」と東京国際映画祭の内部資料を公開。これに対して草壁久四郎事務局顧問は「右翼団体からの圧力があったと言いふらしているのは、宣伝キャンペーンとしか思えない」「右翼の圧力によって落としたという考えは全くの間違い。三島夫人が映画製作に反対しているのに製作を強行し、仮に上映して何かトラブルがあれば国際問題になりかねないし、岡田会長も日本側のプロダクションの代表者に『三島家との問題がクリアされたら検討します』と伝えており、それをクリアしないで『何で上映しないのか』というのは言いがかりだ」と反論し騒動が悪化した。一連の騒動で、欧米映画人の一部と亀裂が深まり、2回目以降の映画祭にマイナス面を残すのではないかとジャーナリストから心配された。

#### フィルム・マーケット
映画祭には世界各国から映画人がやってくる絶好の機会のため、岡田は映画界にメリットのあるフィルム・マーケット（見本市）を開催したいという希望を最初から表明していたが、準備期間が充分でなく第1回では実現できず、フィルム・マーケットの開催は第5回からになった。

## トップの変遷
組織委員会委員長は第1回（1985年）から第9回（1996年）まで瀬島龍三が務めたが、瀬島は記者会見にほとんど出席せず、第1回から陣頭指揮に当たったのは実行委員長の岡田であった。開催発表会見で中央に着席するのも第1回から第11回（1998年）までずっと岡田で、最初の発言者も岡田で、次がゼネラル・プロデューサー (GP) であった。この間、開催発表会見は4人から7人が出席して行われたが、奇数の出席の時は中央が岡田で、偶数の時は岡田とGPが中央。京都開催だった第7回（1994年）の開催発表会見は7人の出席で、中央が岡田で、岡田の両隣がGPの徳間康快と京都府知事の荒巻禎一であり、岡田がトップであると周囲からも認知されていた。
瀬島は組織委員会委員長を第9回（1996年）まで務めて勇退。第10回（1997年）と第11回（1998年）の組織委員会委員長は樋口廣太郎が務め、第12回（1999年）に第1回から11回まで実行委員長だった岡田が組織委員会委員長に就任し、岡田の後任実行委員長には石田敏彦が就いた。第13回（2000年）開催の直前に徳間康快が急逝したため、第13回は石田敏彦が実行委員長とGPを兼任した。
GPを最初から岡田とする文献も見られるが、GPは、第1回（1985年）が小谷正一、第2回（1987年）、第3回（1989年）が石田達郎、第4回（1991年）から第12回（1999年）までが徳間康快。京都で開催された第7回（1994年）は、徳間でなく、京都に縁のある高岩淡と奥山融が二頭GPを務めた。第13回（2000年）が石田敏彦、第14回（2001年）、第15回（2002年）が川内通康、第16回（2003年）から第20回（2007年）までが角川歴彦。角川が第18回（2005年）で、GPをチェアマンと改称。第21回（2008年）から第25回（2012年）までのチェアマンは依田巽。第26回（2013年）からチェアマンの代わりの役職として新設されたディレクター・ジェネラルに椎名保が就任。2017年3月10日、ディレクター・ジェネラルからフェスティバル・ディレクターに役職名を変えた役職に、元ワーナーブラザース映画副代表であり、松竹で常務取締役などを務めた久松猛朗が就任した。2019年7月からは元駐イタリア大使の安藤裕康がチェアマンに就任している。
体調が悪い中で第3回のGPを務めていた石田は資金集めで苦労しており、実行委員長の岡田は「何とか協力してやってくれないか」と徳間に頼んでいたが、徳間は「映画祭はよく知らないから」と断っていた。が、1990年7月に石田が突然亡くなり、徳間が「自分に声をかけるということは金が目的だろう」と岡田に言ったところ「実はそうなんだ」と返され「じゃあ、一生懸命やるよ」と第4回から徳間がGPを引き受けることになった。徳間は第3回の費用がいくらかかったかを岡田に尋ねたところ、6億だという返答であったため「発展させるには従来の倍の金をかければいい。今回はきりのいい10億円でやろう」と伝え、さらに二人の間で「隔年開催では効果が薄いから毎年定期的に開催しよう。西のカンヌ、東の東京と銘打ってやろう。映画人が力を結集して映画界全体でやろう」と決まった。第2回と第3回は石田がGPを務めていた関係から、フジサンケイグループがバックアップした。このため東映以外の映画会社はあまり協力的でなかったが、徳間の就任でようやく映画界全体で協力をしようという雰囲気になり、東宝社長の松岡功が広報委員長に就いた。記者会見の時は「アジアを中心に意義と価値のある重要な映画祭にし、カンヌ、ベネチアと並ぶ三大映画祭にしたい」と発表した。徳間の自宅の4軒隣が東京都知事の鈴木俊一宅で、第3回のときに徳間と岡田で鈴木宅を訪れ1億円出してもらっていたが、徳間はGPに就任すると鈴木に「毎年8億円出してくれ」「"東京"国際映画祭なんだ。カンヌでもベルリンでもベネチアでもみんな市がやっている。だから東京都が前面に立ってやってもらわないと困る。でないと"日本"国際映画祭になってしまう」「とりあえず今年は4億出してくれ」などと説得。通産省にはそれまで1億5000万円だった助成金を2億円にアップさせた。徳間は中国に強いパイプを持っていたが、台湾にも参加してもらって然るべきと考え、岡田と二人で台湾に行って台湾の参加を正式に決めた。またカンヌのように世界中からバイヤーが集まるようにするための短期的な方策として、入賞作品の賞金を増額させた。バブル崩壊のため資金集めが苦しくなったが、第5回から日本で初めてフィルム・マーケットが開かれた。GPに就任するとスポンサー集めに奔走しなければならず、岡田が第2回のとき鹿内春雄に頼んだが断られ、徳間以降のGPはたいてい1回か2回で辞任している。2001年から2年務めた川内通康も、石田の愛弟子であることを岡田から指摘されて逃げられずに就任したものである。2003年も岡田が様々な人物にあたったが全員に断られ、「この場で受けてもらわないと今年の開催ができない」と岡田から強い説得を受けた角川歴彦が渋々承諾し、第16回から6代目のGPに就任した。

## トラブル
2010年（平成22年）に開催された第23回において、映画祭に招かれていた中華人民共和国と中華民国からの招待者の間で「台湾」表記をめぐって論争が生じ、ビビアン・スーら一部の監督・俳優が開幕式をボイコットした。また、中国・台湾両政府も反応し、双方のインターネット上では騒動になった。